# Androsace aizoon
Androsace aizoon är en viveväxtart. Androsace aizoon ingår i släktet grusvivor, och familjen viveväxter.

## Underarter
Arten delas in i följande underarter:
- A. a. aizoon
- A. a. brirensis